# Karel Švanda ze Semčic
Karel Švanda ze Semčic (12. září 1867 Vršovice – 5. listopadu 1928 Praha-Smíchov) byl český právník, spisovatel, divadelník a překladatel.

## Život
Narodil se v rodině divadelního ředitele Pavla Švandy ze Semčic a herečky Elišky Peškové. Jeho sourozenci byli spisovatel a překladatel Jaroslav Švanda ze Semčic (1851–1879), operní pěvec Pavel Švanda ze Semčic ml. (1855–1923) a Marie Koldinská-Stankovská (1853–1906).

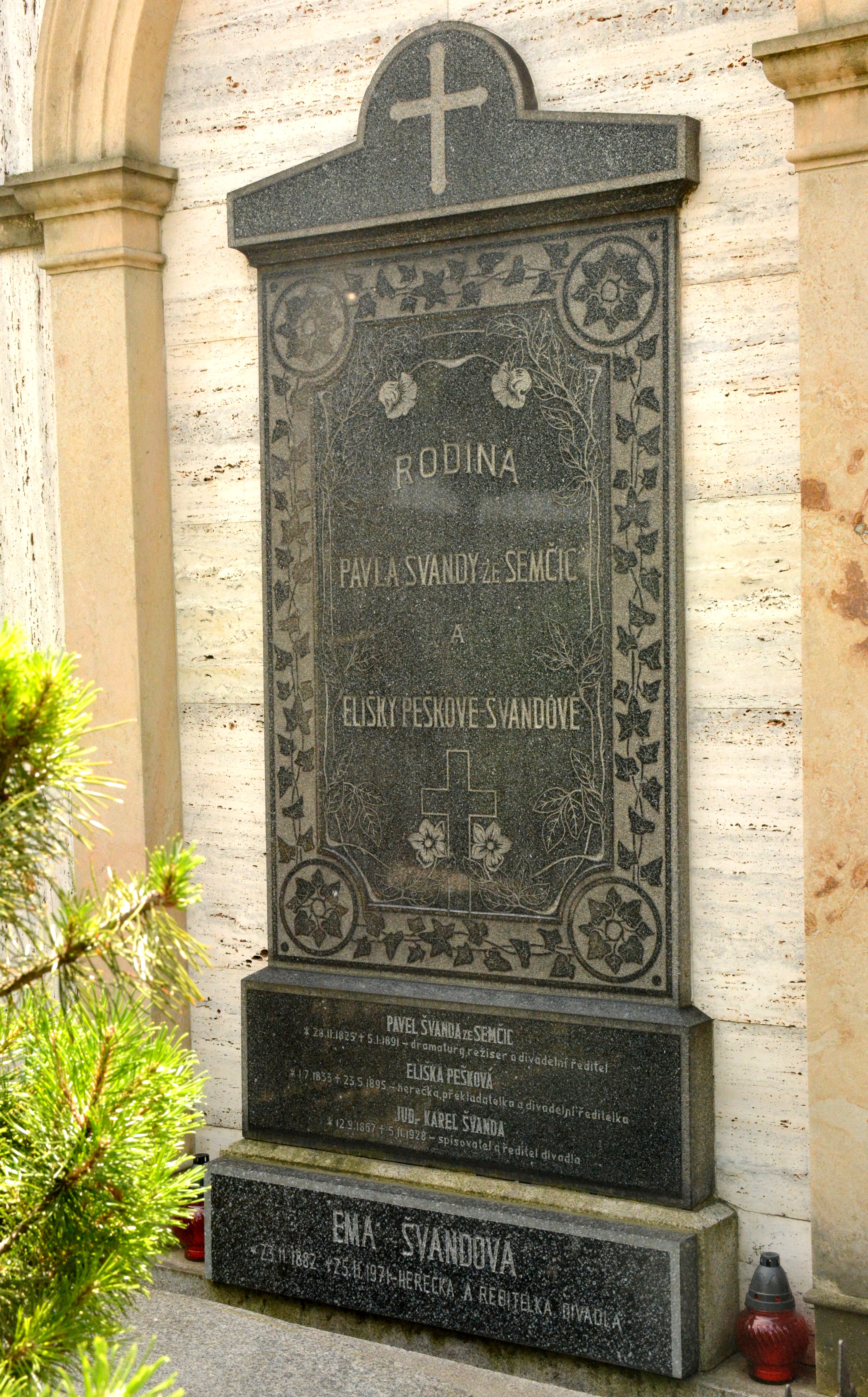
Rodinná hrobka – Vyšehradský hřbitov v Praze

Karel vystudoval r. 1892 Právnickou fakultu Univerzity Karlovy a byl zaměstnán na pražském místodržitelství jako policejní úředník a cenzor, od policie odešel v roce 1896. V Zemském výboru se po propuštění od policie zabýval ochranou kulturních památek. Do výslužby odešel roku 1927.
Jeho první žena Louisa Kaucká (1880–1901) mu záhy zemřela, s druhou ženou, herečkou Emilií Jelínkovou (1882–1971), se oženil 28. 4. 1902. Měli spolu tři dcery: Elisabeth (1902), Marii Kacerovou (1905–2002) a Emmu Dejlovou (1907–1968); v roce 1925 se rozvedli.

### Působení v divadle
Po smrti Karlovy matky r. 1895 se ujala vedení smíchovského Švandova divadla Karlova sestra, Marie Koldinská. Karel se od roku 1897 na vedení divadla podílel jako umělecký správce, později jako člen správní rady. Po smrti sestry Marie se držitelkou divadelní koncese stala jeho manželka Emilie. Rozvodem manželů Švandových v roce 1913 zaniklo i rodinné vlastnictví divadla.
Karel Švanda ze Semčic založil nadaci pro přestárlé herce a v březnu 1918 věnoval pro její potřeby 100 000 korun.

### Zajímavost
V prvorepublikovém tisku i v současné literatuře se uvádí, že byl Karel Švanda ze Semčic ze služeb policie propuštěn, protože jako cenzor umožnil, aby byly vydány Písně otroka Svatopluka Čecha. Podle vzpomínek Josefa Vejvary, zveřejněných v Národních listech roku 1930, údajně Karel Švanda ze Semčic text neposuzoval a vydání básnické sbírky umožnil úředník Viktor Chum.

## Dílo
V letech 1888–1897 přispíval do časopisů Květy, Lumír, Švanda dudák, Podřipan a Zlatá Praha. Publikoval i v Národních listech. Překládal z němčiny.
V literární tvorbě se zjevně nechal inspirovat Ernstem Hoffmannem. Do svých povídek převzal některé jeho postavy a části jeho děl. Ve dvou povídkách ze sbírky Fantastické Povídky dokonce použil Hoffmanna samého jako hlavní postavu (Prázdná Lenoška, Adolfina).

### Próza
- Fantastické povídky – ilustroval Artuš Scheiner. Praha: Jaroslav Pospíšil, 1892
- Bizarní povídky – ilustroval A. Scheiner. Praha: J. Pospíšil, 1897
- Adolfína – v souboru Fantastický dekameron. Praha: Československý spisovatel, 1987
- Adolfína – v souboru České horory. Praha: Plejáda, 2001

### Překlady
- Anatol – Artur Schnitzler. Praha: Josef Richard Vilímek, 1897?

## Galerie

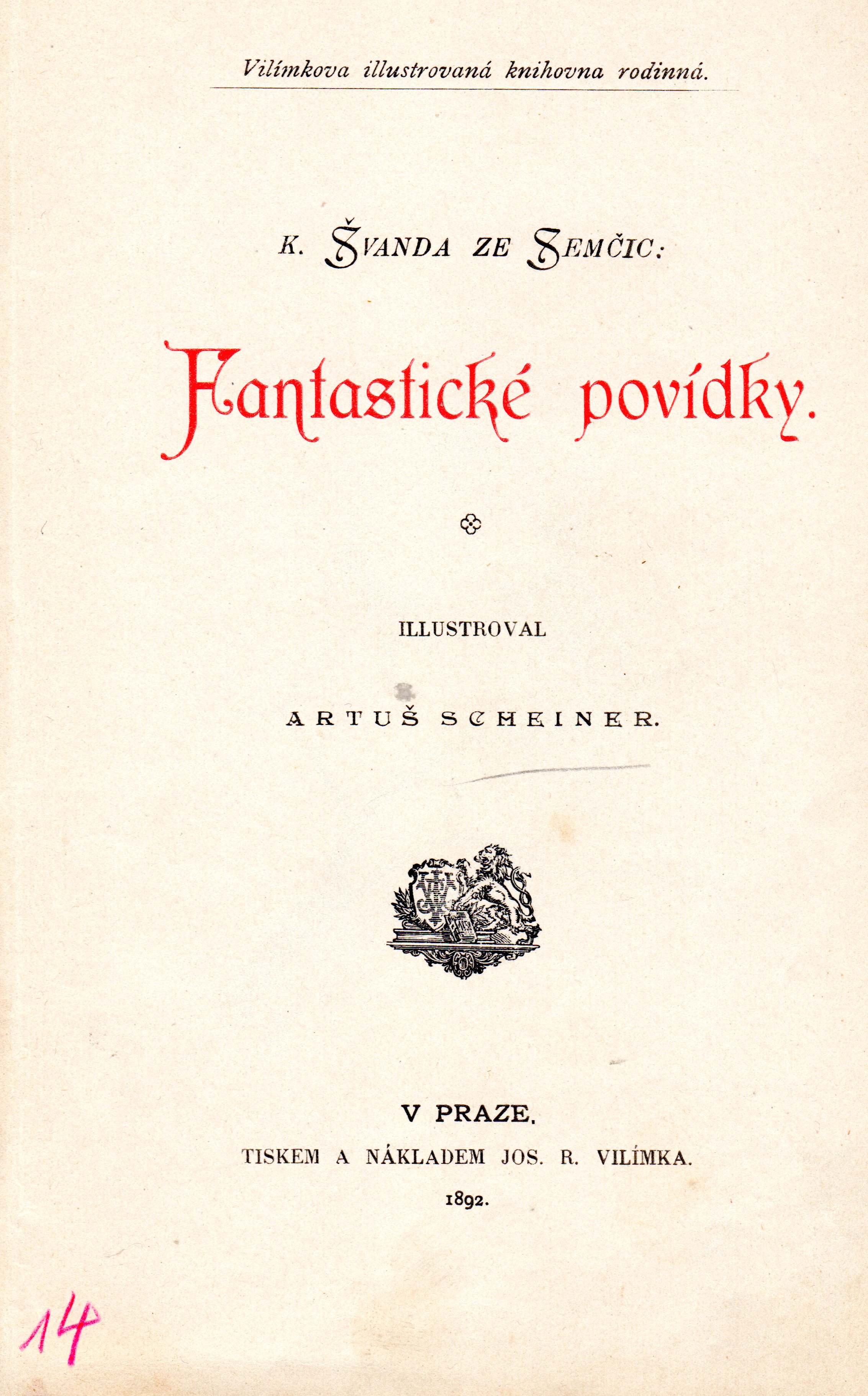
Karel Švanda ze Semčic: Fantastické povídky, 1892, titulní strana
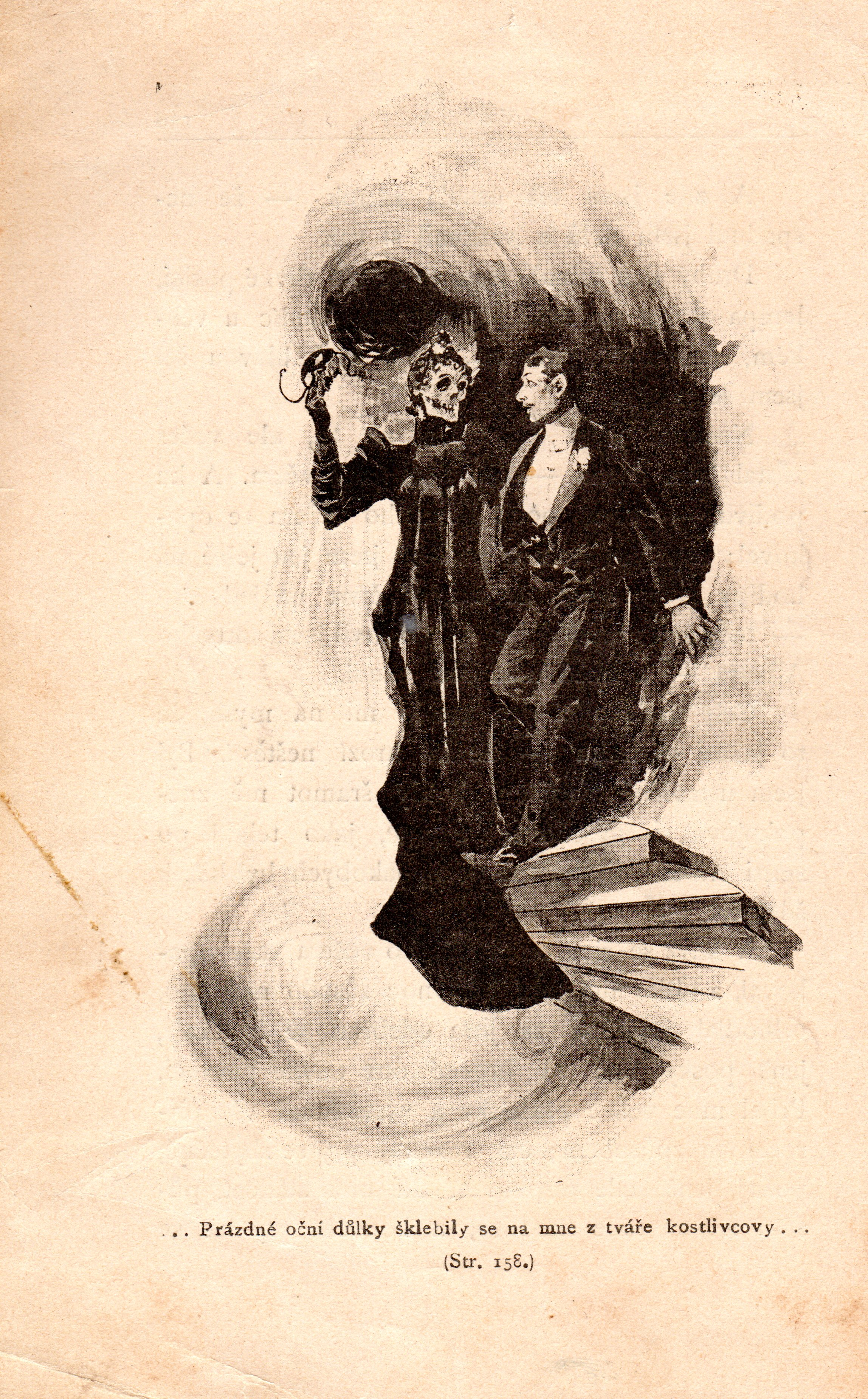
Artuš Scheiner: Ilustrace k povídce Růžena (Fantastické povídky, 1892)